# Ciudad de Cuetzalan
La Ciudad de Cuetzalan es una localidad mexicana enclavada en las estribaciones de la Sierra Norte de Puebla. Según el censo de 2020, tenía una población de 6402 habitantes.
Es la cabecera municipal de Cuetzalan del Progreso, uno de los 217 municipios del estado de Puebla. Se encuentra a 183 kilómetros de Puebla de Zaragoza, la capital poblana. 
Una de las características principales de la ciudad es que sus calles tienen grandes y marcadas pendientes. Fue incorporado al sistema turístico de Pueblos Mágicos en el 2002. 
Su valor radica en el desarrollo de la vida indígena con gran número de habitantes que conservan su forma de vida y lenguas, como el desarrollo de la radio indigenista para la zona en lenguas náhuatl y totonaco o el valor antropológico del extenso mercado que se levanta los domingos.

En Cuetzalan son escasos los servicios turísticos del perfil de consumo como restaurantes, establecimientos de artesanías, cafés, bares o antros.

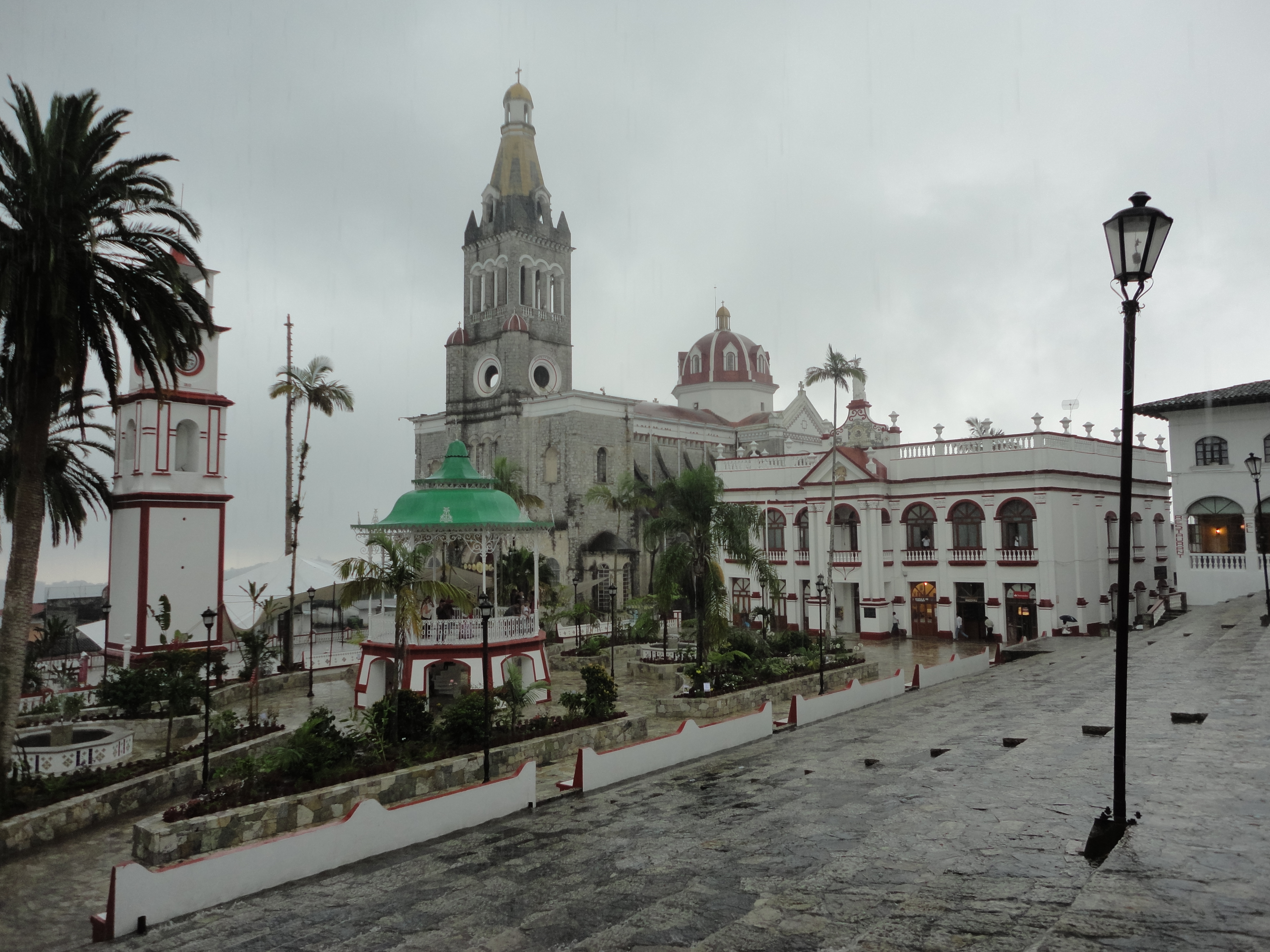
Vista del primer cuadro

## Historia

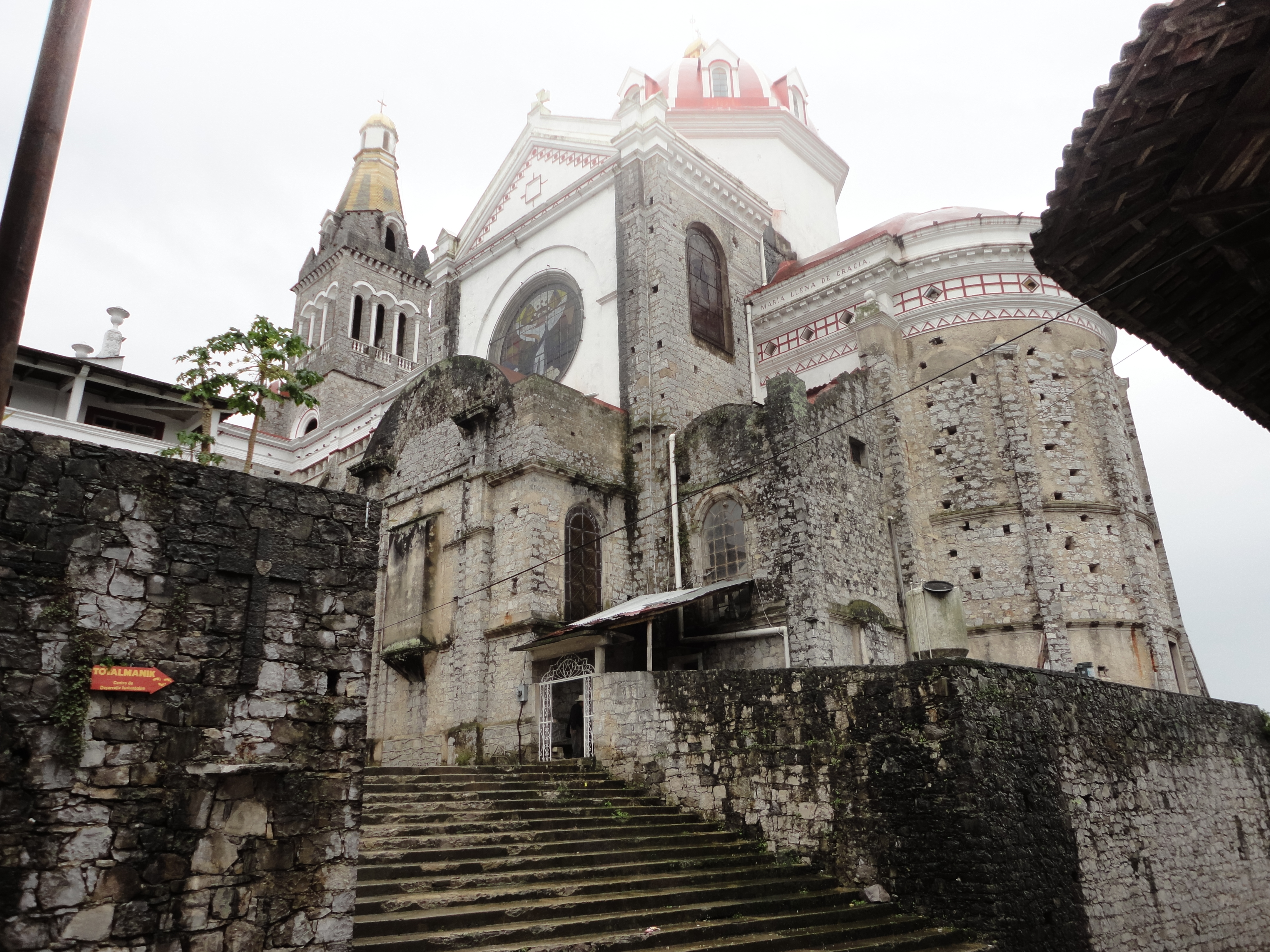
Vista trasera de la Parroquia

Perteneció al Totonacapan, fundado en el año 200 a. C. por los totonacos, lo que se demuestra en la zona arqueológica que existe en la localidad de Yohualichan, correspondiente al municipio de Cuetzalan.
En 1522 fue sometido por los españoles y evangelizado por los frailes franciscanos. En 1547 fue considerado como centro de actividades sociales, económicas y comerciales muy importantes, por lo que se le da el nombre de San Francisco Cuetzalan.
Su territorio perteneció al antiguo Distrito de Zacapoaxtla y en 1895 se estableció como municipio libre (por decreto del supremo gobierno) con cabecera en la villa de Cuetzalan del progreso.
Fue denominada como Ciudad de Cuetzalan el 4 de octubre de 1986.

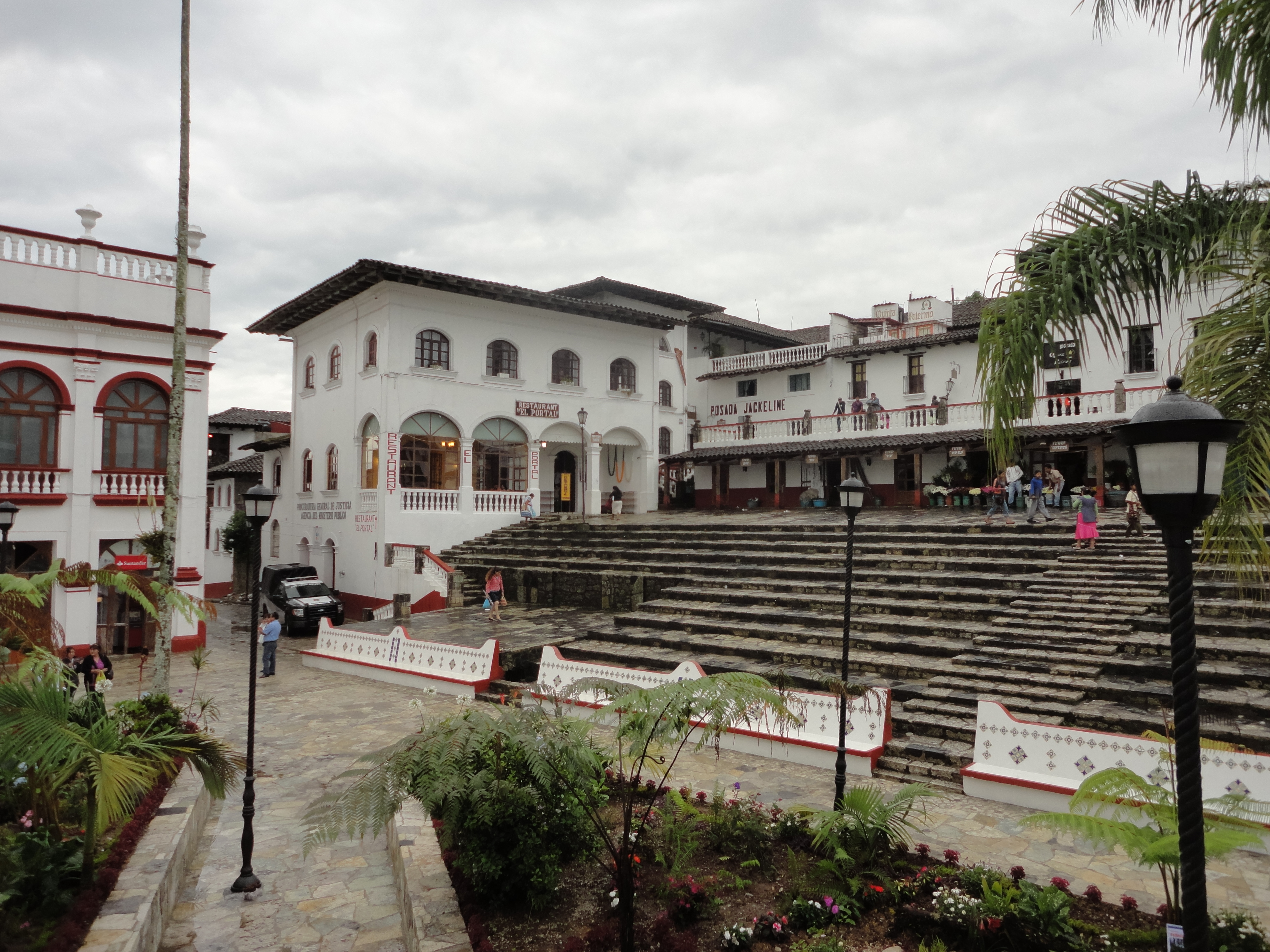
Escalinatas de la plaza

El municipio de Cuetzalan del Progreso se localiza en la parte noreste del estado de Puebla. Sus coordenadas geográficas son los paralelos 19º 57’ 00” y 20º 05’ 18” de latitud norte y los meridianos 97° 24’ 36” y 97° 34’ 54” O. Tiene una superficie de 735 km², que lo ubica en 16º lugar con respecto a los demás municipios del estado. Limita al norte con el municipio de Jonotla, al sur con el municipio de Tlatlauquitepec, al este con el municipio de Ayotoxco de Guerrero, al poniente con el municipio de Zoquiapan, al noroeste con el municipio de Tenampulco, y al suroeste con los municipios de Zacapoaxtla y Nauzontla.

## Morfografía

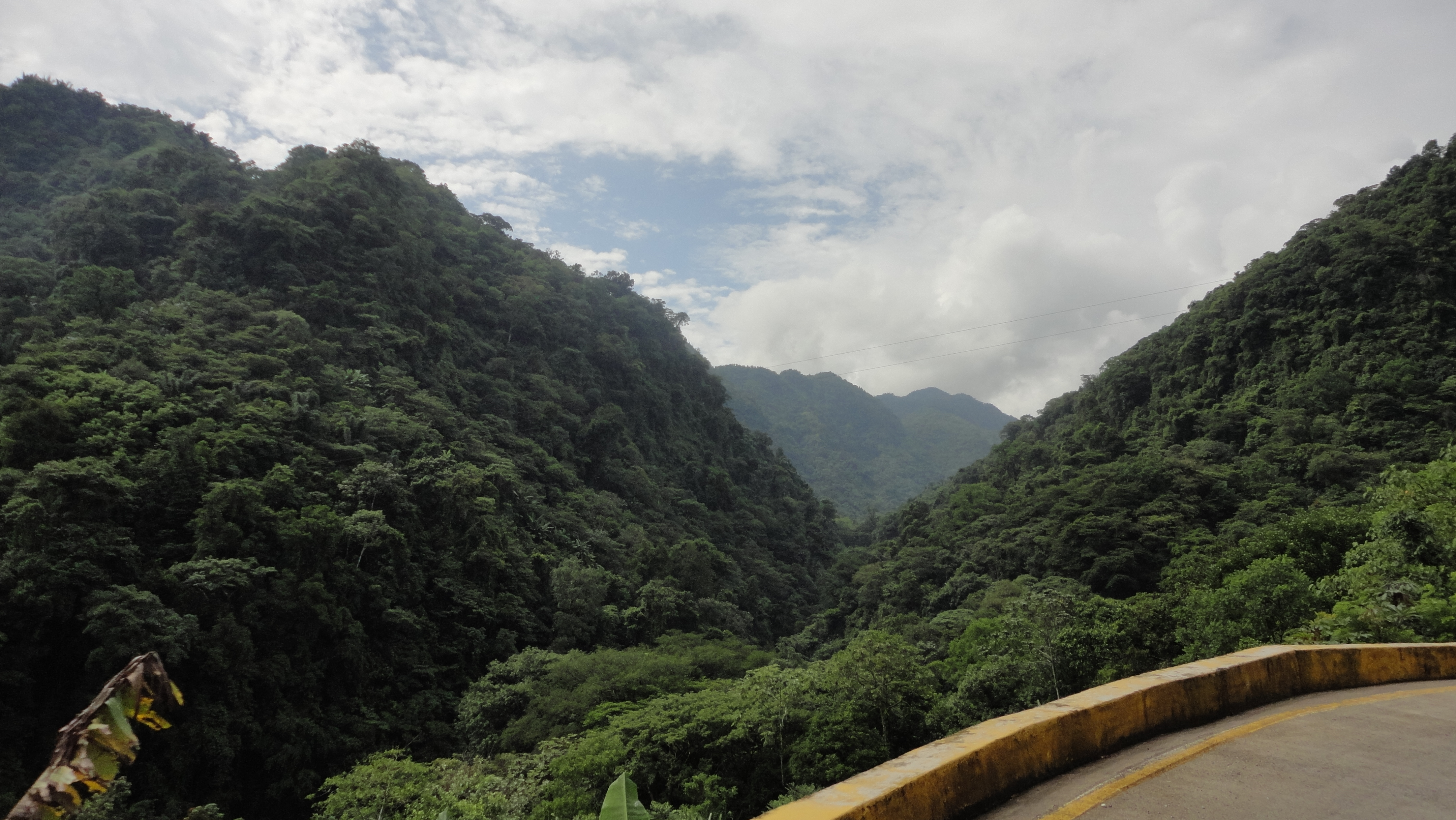
Vegetación típica

La región se compone de 3 zonas, baja, media y alta con formada por:
Zona baja desde los 350 a 600 m s. n. m.
Zona media de 601 a 900 m s. n. m.
Zona alta de 901 a 1,500 m s. n. m.
El municipio pertenece a dos regiones morfológicas; de la costa 1,000 hacia el sur, a la sierra norte; y de la misma cota hacia el norte al declive el golfo. La sierra norte o sierra de Puebla está formada por sierras más o menos individuales, paralelas, comprimidas unas contra las otras y suelen formar grandes o pequeñas altiplanicies intermontañas que aparecen frecuentemente escalonadas hacia la costa; en tanto que el declive del golfo es el septentrional de la sierra norte hacia la llanura costera del golfo de México, caracterizado por numerosas chimeneas volcánicas y lomas aisladas. La orografía del municipio muestra como principal característica la larga y baja sierra que atraviesa de oeste a este la parte sur; las sierras se levanta a 1400 metros sobre el nivel del mar, presenta una serie de picos más o menos alineados y se prolonga hasta Tlatlauquitepec.
De la sierra hacia el sur se presenta un brusco declive de más de 600 metros en solo 2 kilómetros hacia el río Apulco. De la sierra hacia el norte, y que es la característica de la mayor parte del municipio, se observa un continuo pero irregular declive con gran cantidad de cerros aislados como el Totolixipil, Caxaltepec y Cuamono, y con alguna sierras cortas y bajas. Destacando la que corre al oriente y que es continuación de la sierra meridional ya mencionada, de la cual el cerro Nectepec es el más representativo.
El descenso sur-norte no es tan marcado como el de la sierra hacia el sur, pues llega a ser de 1,200 metros en solo 10 kilómetros.
Archivo Histórico Municipal

## Hidrografía

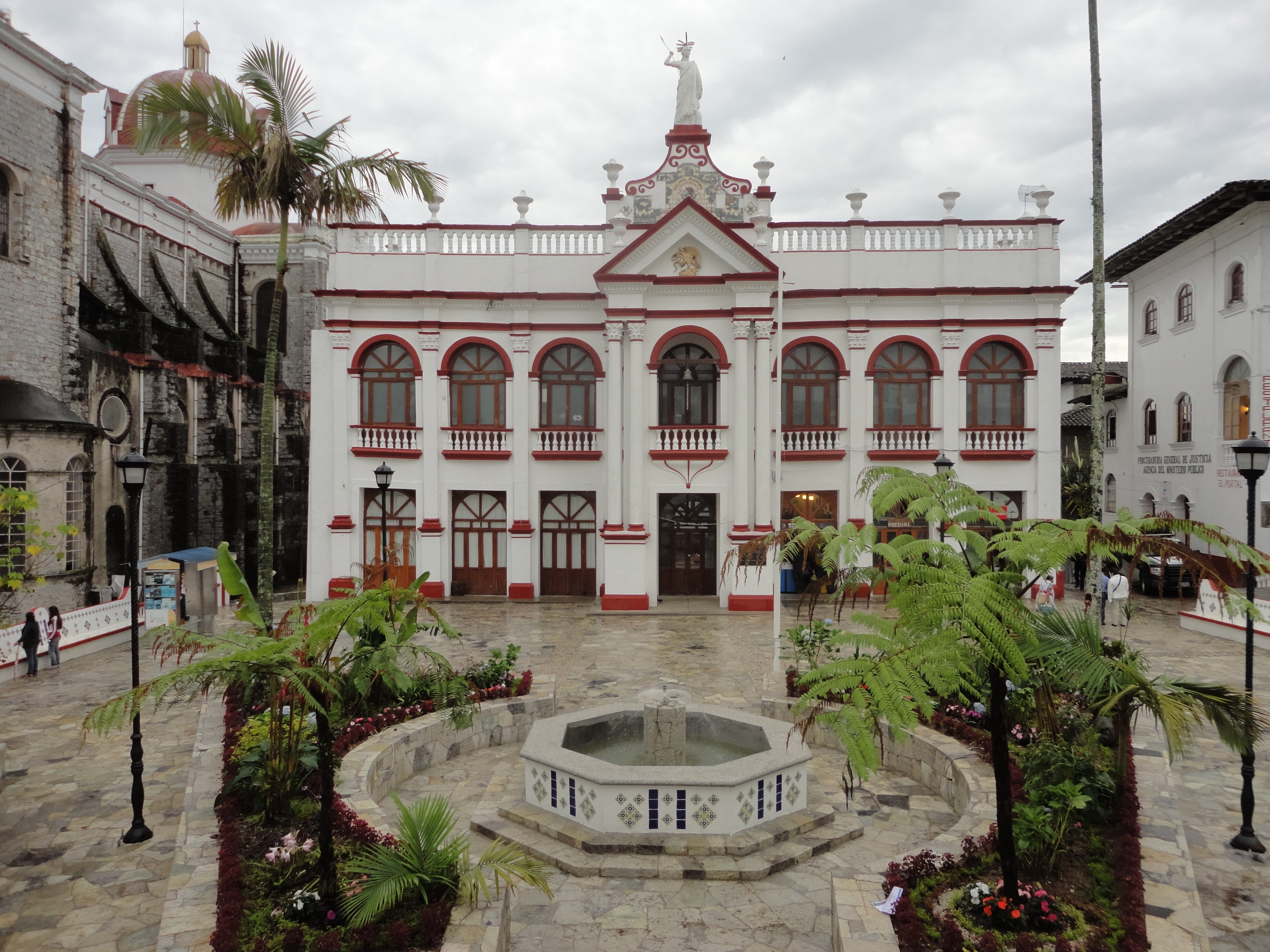
Palacio Municipal de Cuetzalan

El municipio pertenece a la vertiente septentrional del Estado de Puebla, formada por las distintas cuencas parciales de los ríos que desembocan en el golfo de México, y que se caracteriza por sus ríos jóvenes e impetuosos, con una gran cantidad de caídas.
Se localiza dentro de la cuenca del río Tecolutla, y es cruzado por algunos ríos que a continuación se describen.
El Apulco, corriente caudalosa que tiene un largo recorrido por la Sierra Norte, baña el suroeste de oeste a este, sirviéndole de límite por 5 km con Zacapoaxtla; sale del municipio y es representado en el de Tlatlauquitepec, cambia de dirección y se dirige al norte, volviendo a entrar a Cuetzalan bañando al noroeste, donde le sirve de límite con Ayotoxco por más de 12 kilómetros; posteriormente, ya fuera del estado se une el Tecolotla. Los ríos Chichicat y Zoquitaque recorren de oeste a este la parte central para unirse finalmente al Apulco.
También se unen al Apulco, algunos como el Malacayotán, Tozán, Atepolihui y Tixapán.
Por último cabe mencionar los largos acueductos que llevan agua de los manantiales localizados al pie de la sierra meridional, a los poblados de Cuetzalan, Tzinacapan y Yancuictlalpan.

## Precipitación pluvial

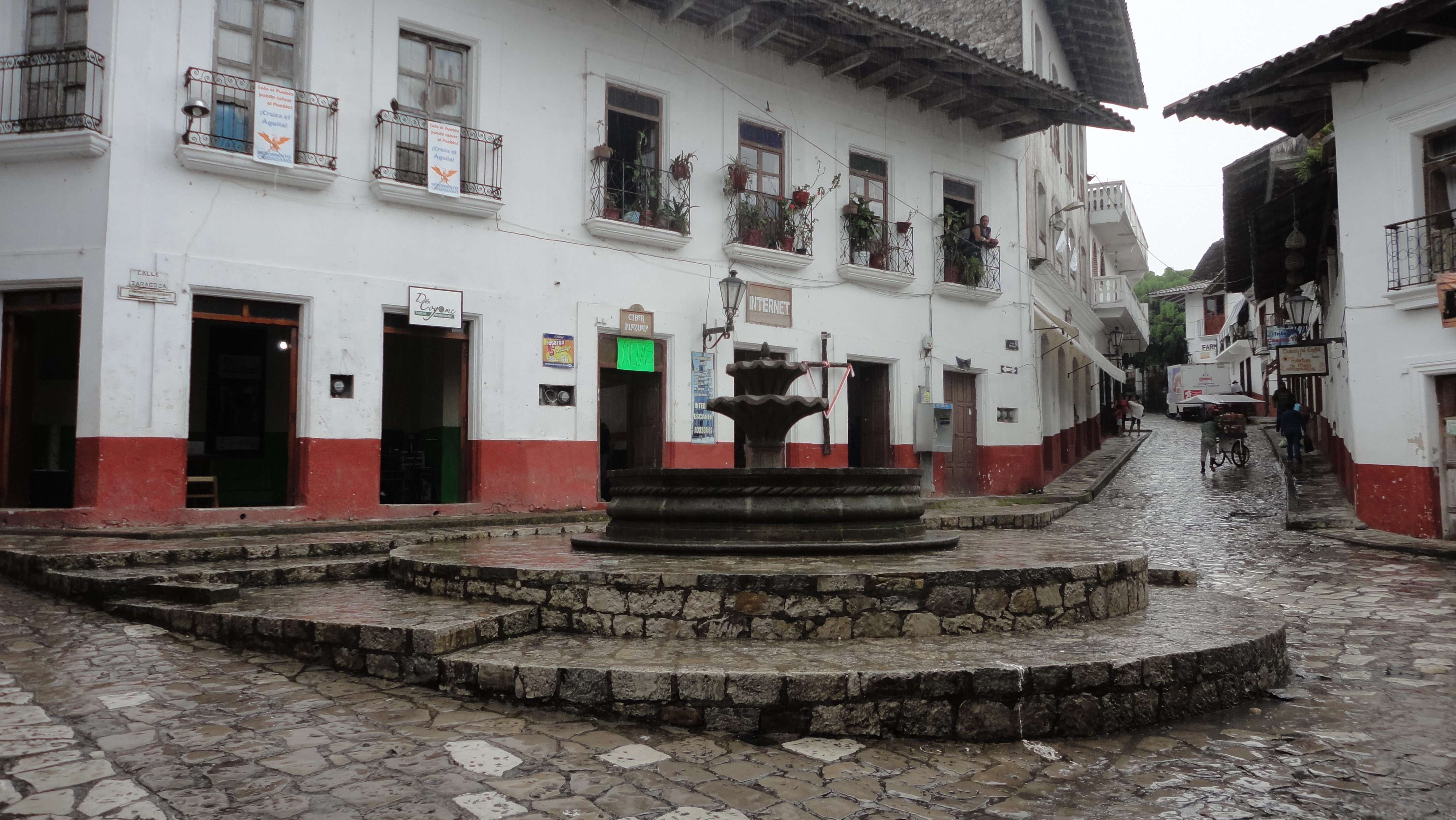
Arquitectura tradicional con la típica precipitación

En la región existe una precipitación media anual de 900-4000 mm. La precipitación del mes más seco mayor de los 40 mm.

## Vegetación

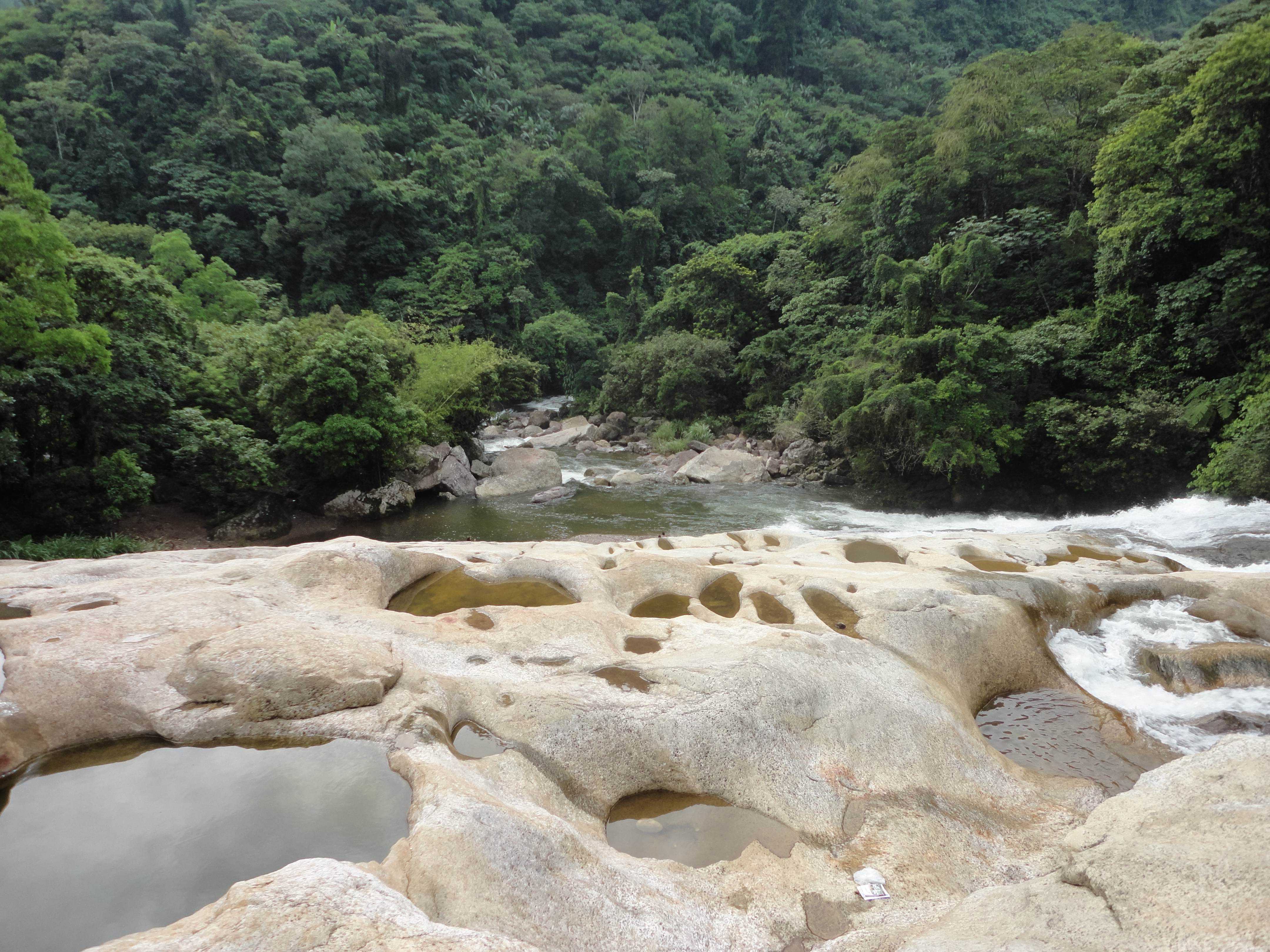
Las Hamacas

La vegetación que existe es propia del bosque tropical perennifolio que con las lluvias durante la mayor parte del año con una temperatura superior a los 22oc en el mes más cálido, dan un clima suptropical húmedo.
Bosque mesofilo de montaña o bosque de niebla que abunda en esta zona donde la humedad es un poco más elevada y la vegetación no ha sido alterada por las actividades humanas. Fisonómicamente es un bosque denso, con árboles de entre 15 y 20 m de altura; presenta un estrato arbóreo bajo, así como un estrato arbustivo bien definido. El estrato herbáceo resulta exuberante, con un gran número de diferentes especies. La cantidad de Briofitas y Pteridofitas es elevada, y hay gran abundancia de trepadoras (entre ellas Rhus sp.) y epífitas (de las familias Orchidaceae, Piperaceae y Bromeliaceae). Dentro del estrato arbóreo, la especie importante pertenece al género Quercus. A pesar de que no se encontraron árboles de las familias Clethraceae (género Clethra), Hamamelidaceae (género Liquidambar), Magnoliaceae (género Magnolia) ni Rosaceae (género Prunus), característicos de este tipo de vegetación, debido a la gran cantidad de orquídeas, musgos y helechos presentes, así como de la estructura, se determinó que el punto de verificación efectivamente corresponde a este tipo de vegetación.

## Gastronomía

### Yolixpa
El nombre yolixpa significa en español "medicina del corazón", por las palabras que provienen del náhuatl: yolo (corazón) e ixpactic (medicina).[cita requerida]
Para la elaboración de esta bebida, originalmente se necesitan 23 hierbas aromáticas; sin embargo hay algunas "versiones" que llegan a tener hasta 32 hierbas; entre las que destacan la menta, salvia, tomillo, orégano y hierba buena. Aunque, en un principio, esta bebida era utilizada para curar enfermedades y poseía un sabor muy amargo, ahora se pueden probar muchas otras variedades más dulces, dado que incluyen otros ingredientes como endulzantes: miel, piloncillo de panela y azúcar, e incluso distintos sabores como: coco, maracuyá, café y naranja. El proceso es relativamente sencillo, simplemente se dejan reposar todos los ingredientes en agua purificada junto con aguardiente; el cual sirve, también, para preservar la bebida por más tiempo, y le da un toque un poco más fuerte.
El aguardiente tiene una caducidad determinada, conforme esta se va añejando, los niveles de alcohol del aguardiente bajan hasta llegar al punto que se hace agua, cuando llega a ese punto, no es recomendable beberla, debido a que los efectos de ese líquido pierden sus propiedades.
Es necesario hervir el agua para que así puedan soltar sus sabores totalmente y pueda tener una producción más exitosa y que pueda darle placer a su paladar.
Esta bebida tan popular en Puebla se ha hecho merecedora de poseer su propio festival, el cual fue llevado a cabo por primera vez el mes de agosto del 2014 en Cuetzalan, con una duración de dos días y en el cual se encontraban muchas variantes de la misma; por lo que es el lugar indicado para hallar una que agrade a cada tipo de paladar.
Este festival reúne alrededor de 6 mil visitantes o más, junto con los demás festivales en los que se hacen rituales con música y danza, en la parte donde se realiza el festival de yolixpa es en el zócalo, la gran vendimia llama la atención de todos los turistas. Como se menciona anteriormente, hay mucha variedad de sabores en las bebidas, para las personas que tienen distintos gustos y quieren vivir la experiencia de disfrutar la bebida de yolixpa.

## Arquitectura

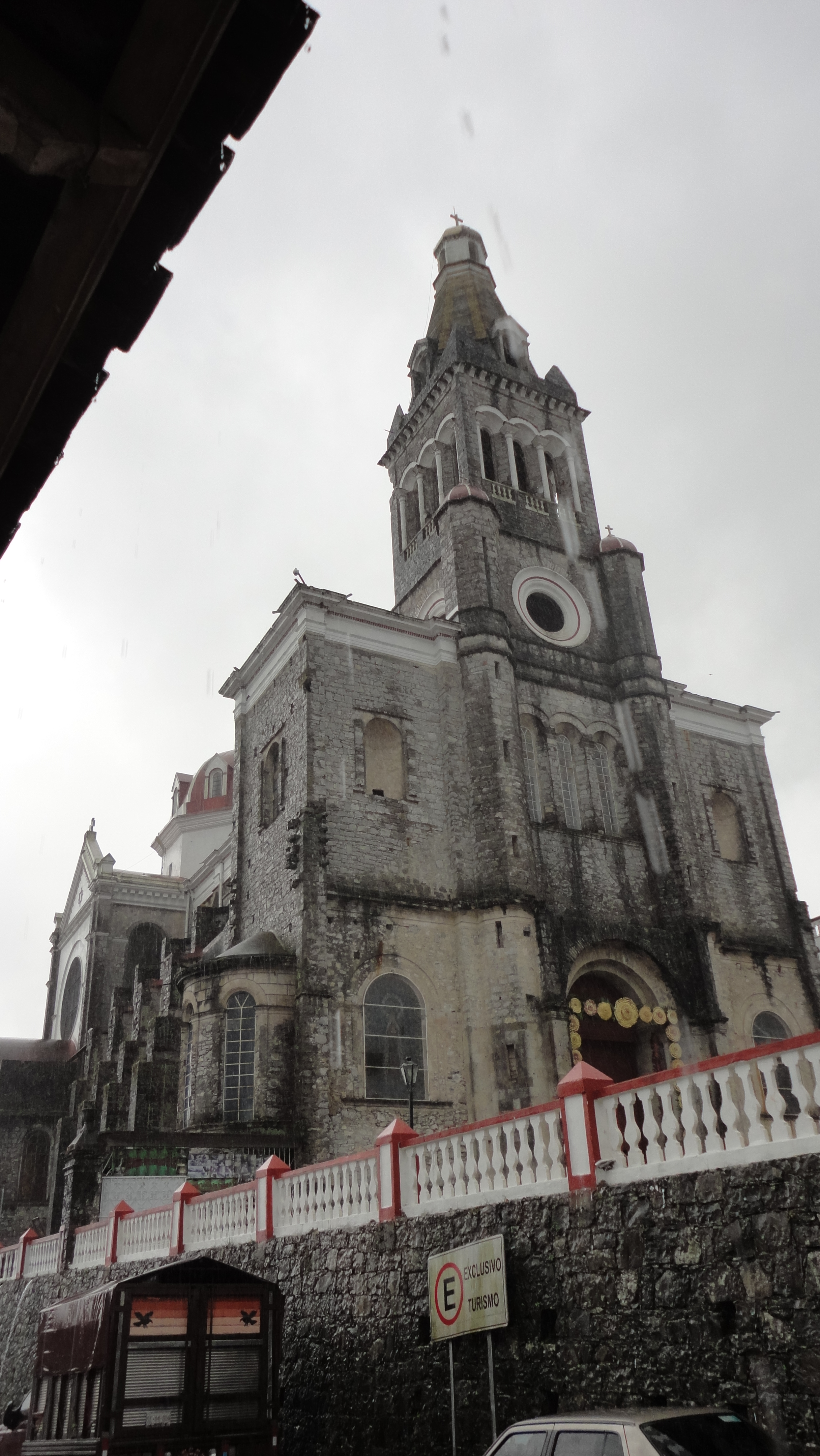
Vista exterior del atrio

La arquitectura del pueblo está compuesta por diversas influencias arquitectónicas. Aunque debido al clima húmedo de la región muchos de los edificios presentan daños por la humedad, en las calles más bajas del pueblo algunas casas han sido demolidas y escombros o precarias construcciones de madera ocupan su lugar y mucha de la arquitectura tradicional se ha perdido. La arquitectura por la cual resalta Cuetzalan, de la mayoría de los pueblos de la zona, es que cuenta con inmubles auténticos del siglo XIX como lo dice el catálogo de monumentos elaborado por INAH, como ejemplo vivo están los templos y casonas tipo español del centro histórico. 
Parroquia de San Francisco 
De inspiración renacentista y detalles románico-góticos, la actual parroquia, consagrada a San Francisco de Asís, data de fines del siglo XIX, luce una alta torre de remate cónico al igual que su cúpula gallonada. En su interior destacan su alta planta basilical, el excelente acabado del remate artesonado de yeso de la nave central, los relieves que narran la vida de Cristo y el cupulín que remata el ciprés y que actualmente se encuentra cubierto por un gran penacho de quetzal haciendo de aura a la imagen de San Francisco de Asís. 
La misa solemne las raíces y tradiciones indígenas se hacen presentes en forma de danza y música y se unen a los mestizos adornos florales.
Santuario de Guadalupe.
Inspirado en la Basílica del Rosario (Lourdes), Francia, El santuario de Nuestra Señora de Guadalupe tiene hiladas de jarritos de barro, lo que la diferencia de la anterior, por lo que es llamada “Iglesia de los Jarritos”.
Capilla de la Concepción.
Ubicada en la antigua salida del camino que conducía al pueblo de San Andrés Tzicuilan y edificada en septiembre de 1880, la capilla consagrada a Ma. Sma. de la Concepción destaca por la pintura mural realizada por el pintor cuetzalteco Joaquín Galicia Castro, que plama temas religiosos. 
Palacio Municipal.
Semi réplica del templo de Letrán, en Roma, el palacio municipal es una obra de estilo neo-clásico rústico iniciada en 1939 y culminada en 1941.
Centro histórico.
Con un regular estado de conservación el centro del pueblo es expresión de una tradición constructiva ancestral aun viva, que utilizó materiales locales para su construcción, la importación de arquitectura europea con rasgos mexicanos caracterizan al centro histórico, además de sus muros color blanco, sus techos de estructura de madera de encino y roble cubiertos con tejas de barro rojo, sus puertas y ventanas de madera así como sus calles empedradas.
Casa de Cultura.

La Máquina Grande, esta edificación comenzó a construirse en 1898, la enorme construcción significó un parte aguas en Cuetzalan, generando un impacto detonante en la industria cafeticultora de la zona, el edificio de ventanas góticas, albergaba oficinas, almacenes áreas de entrega, clasificación de grano, habitaciones y la enorme máquina que motivó su nombre, a principios de los noventa pasó a ser propiedad del gobierno del estado de Puebla, hasta que en febrero de 1997 fue donado al pueblo de Cuetzalan para albergar la casa de cultura. 
A partir del año 2002 alberga el Museo local, la Biblioteca y el Archivo Municipal y años más tarde el Centro de Procuración de Justicia Municipal (CEPROJUM).
Museo Etnográfico Calmahuistic.
En este recinto se exhiben una serie de objetos típicos de los habitantes de la región, como sus trajes de uso cotidiano, artesanías y telares, así como piezas arqueológicas del sitio de Yohualichan, además de fotografías y documentos.